# الحندق وهمي (تقصبيت)
الحندق هو دُوَّار يقع بجماعة بلفاع، إقليم شتوكة آيت باها، جهة سوس ماسة في المملكة المغربية. يقدر عدد سكانه بـ 597 نسمة حسب الإحصاء الرسمي للسكان والسكنى لسنة 2004، ويحده شمالا منطقة ايت عمر وشرقا تقسبيت، وغربا بويريك، وجنوبا سطايح.

## روابط خارجية
- البوابة الوطنية للجماعات الترابية
- المندوبية السامية للتخطيط